# Dahlakocamptus xenuus
Dahlakocamptus xenuus is een eenoogkreeftjessoort uit de familie van de Canthocamptidae. De wetenschappelijke naam van de soort is voor het eerst geldig gepubliceerd in 1968 door Por.